# 单柱花属
单柱花属属于紫草目紫草科，也有分类学者将其列为单柱花科（Hoplestigmataceae）的唯一属，只有2种，生长在非洲的中西部，为常绿树。

## 分类
克朗奎斯特分类法将其划入堇菜目单柱花科，根据基因亲缘关系分类的1998年APG 分类法和经过修订的2003年APG II 分类法都认为无法将这个科分入任何一个目。因其排成蝎尾状总状花序与紫草科的植物相似，2009年的APG III及2016年的APG IV将单柱花科并入紫草目的紫草科之中。然而，2016年的“紫草目分类工作组”将本属单独列为单柱花科，与紫草科并列。

### 内部分类
本属包括两个物种：
- Hoplestigma klaineanum Pierre
- Hoplestigma pierreanum Gilg